# 5 viudas sueltas
5 viudas sueltas é uma telenovela colombiana produzida e transmitida por Caracol Televisión em co-produção com a Sony Pictures Television. É protagonizada por Coraima Torres, Angélica Blandón, Heidy Bermúdez, Luly Bossa, Andrea Gómez, Diego Cadavid, Ricardo Leguizamo, Ernesto Benjumea e Rodolfo Valdez.

## Elenco
- Coraima Torres, como Virginia Mazuera
- Heidy Bermúdez, como Yidis León
- Angélica Blandón - Luisa Bustos
- Luly Bossa, como Samantha Palacio
- Andrea Gómez, como  Marianela Campuzano
- Diego Cadavid, como  Robin Ruíz
- Ernesto Benjumea, como Benjamin Ferreira
- Ricardo Leguízamo, como  Jacobo Arias
- Andoni Ferreño, como  Dr. Melguizo
- Rodolfo Valdéz, como Marcelo Ríos
- Claudia Moreno, como Leticia "Lety"
- César Mora, como Luis
- Armando Gutiérrez, como Abogado Lobo Guerrero
- Carlos Duplat, como Pedro Juan Mazuera
- Noelle Schonwald, como Patricia Nieto
- Adriana Silva, como  Carminia
- Patricia Polanco, como Vilma
- Ana Medina, como Zaira
- Víctor Gómez, como El Ingeniero
- Juan Carlos Messier, como  Ernesto
- Andrés Martínez, como Gato
- Jorge López, como Mauro
- Carlota Llano, como Aminta
- Luz Stella Luengas, como Betty
- Roberto Marín, como Feliciano
- Ana Maria Jaraba, como Elsa Bustos
- Juanita Arias, como Mia
- Claudio Cataño, como Walter
- Santiago Gómez, como Jeronimo
- Katherine Miranda, como Carlota
- Ramsés Ramos, como Abogado Pirateque
- Javier Gardeazábal, como Jairo
- Marcela Posada, como Alejandra
- Isabella Pineda, como Katherin
- Juan Manuel Acosta, como Arturo
- Aura Helena Prada, como Abogada Angela Maria
- Ricardo Velez, como  Juan
- Irene Arias, como Susana
- Aco Perez, como Guardia Castillo
- Fernando Lara, como Detetive
- Fernando Arango, como  Detetive
- Lorena Mcallister, como Maritza
- Catalina Acosta, como Adriana
- Francisco Perez, como Guardia Rodriguez
- Paola Montoya, como Claudia
- Giselle Saouda, como Periodista Angela
- Pedro Mogollón, como Abogado De La Rotta
- Jorge Bautista, como Guardia Montoya
- Víctor Cifuentes, como Zamudio
- Cesar Alvarez, como Albeiro
- Fernando Villate, como Maximo
- David Velez, como Giovanny
- Ernesto Ballen, como Prado
- Andres Martinez, como Mauricio
- Martha Suarez, como La Mona
- Carlos Vergara, como El Zorro
- Rosalba Penagos, como Carmen
- Julio Correal, como Hernan
- Juan Morales, como Anibal
- Juan Pablo Manzanera, como Tomás

## Música
- Voy a extrañarte, de Andrés Cepeda
- Colgando en tus manos, de Carlos Baute com Marta Sánchez
- Alguien como tú, de ChocQuibTown
- Estar lejos, de  Fonseca com Willie Colón
- Volverte a amar, de Alejandra Guzmán
- Cuando Regreses, Si no te vuelvo a ver, de Santiago Cruz
- Y si te quedas qué?, de santiago Cruz

## Prêmios e nomeações

### Prêmios Tvnovelas
| Ano  | Categoria                              | Nomeado(a)                                                                   | Resultado |
| ---- | -------------------------------------- | ---------------------------------------------------------------------------- | --------- |
| 2014 | Melhor Telenovela                      | Melhor Telenovela                                                            | Indicado  |
| 2014 | Melhor Atriz Protagônica de Telenovela | Andrea Gómez                                                                 | Indicado  |
| 2014 | Melhor Atriz Protagônica de Telenovela | Angélica Blandón                                                             | Indicado  |
| 2014 | Melhor Ator Protagônico de Telenovela  | Ricardo Leguízamo                                                            | Indicado  |
| 2014 | Melhor Ator Protagônico de Telenovela  | Diego Cadavid                                                                | Indicado  |
| 2014 | Melhor Atriz Antagônico de Telenovela  | Claudia Moreno                                                               | Indicado  |
| 2014 | Melhor Ator Antagônico de Telenovela   | Ernesto Benjumea                                                             | Indicado  |
| 2014 | Melhor Atriz de Elenco de Telenovela   | Heidy Bermúdez                                                               | Indicado  |
| 2014 | Melhor Atriz de Elenco de Telenovela   | Ana Medina                                                                   | Indicado  |
| 2014 | Melhor Ator de Elenco de Telenovela    | César Mora                                                                   | Indicado  |
| 2014 | Melhor Ator de Elenco de Telenovela    | Juan Carlos Messier                                                          | Indicado  |
| 2014 | Melhor Libreto                         | Juana Uribebr, Yamile Daza, Diego Osorio Mónica Palacio e Maria Clara Torres | Indicado  |

### Prêmios Índia Catalina
| Ano  | Categoria                                         | Nomeado(a)                                          | Resultado |
| ---- | ------------------------------------------------- | --------------------------------------------------- | --------- |
| 2014 | Melhor Telenovela                                 | Melhor Telenovela                                   | Indicado  |
| 2014 | Melhor Atriz Protagônica de Telenovela            | Andrea Gómez                                        | Indicado  |
| 2014 | Melhor Atriz Protagônica de Telenovela            | Angélica Blandón                                    | Indicado  |
| 2014 | Melhor Ator Protagônico de Telenovela             | Ricardo Leguízamo                                   | Indicado  |
| 2014 | Melhor Ator Protagônico de Telenovela             | Diego Cadavid                                       | Venceu    |
| 2014 | Melhor Ator de Elenco de Telenovela               | César Mora                                          | Indicado  |
| 2014 | Melhor Diretor de Telenovela                      | Luis A Restrepo e Ricardo Coral                     | Indicado  |
| 2014 | Melhor História e Lembrete Original de Telenovela | Juana Uribe                                         | Indicado  |
| 2014 | Melhor Fotografia de Telenovela                   | Rafael Puentes Freddy Castro                        | Indicado  |
| 2014 | Melhor Arte de Telenovela                         | Carlos A Rios                                       | Indicado  |
| 2014 | Melhor Ator de Telenovela                         | Juan P Serna                                        | Indicado  |
| 2014 | Melhor Banda Sonora                               | Johanna Caicedo, Mauricio Pantoja e Rodrigo Mancera | Indicado  |